# Astragalus leptaleus
Astragalus leptaleus är en ärtväxtart som beskrevs av Asa Gray. Astragalus leptaleus ingår i släktet vedlar, och familjen ärtväxter. Inga underarter finns listade i Catalogue of Life.